# Skowronki (województwo pomorskie)
Skowronki (kaszb. Skowronkë, niem. Vogelsang, pol. 1945–47 Ptaszków) – osada w Polsce, położona w województwie pomorskim, w powiecie nowodworskim, w gminie Sztutowo. Do końca 2017 roku była to część wsi Kąty Rybackie. Skowronki leżą na Mierzei Wiślanej przy drodze wojewódzkiej nr 501. Miejscowość wchodzi w skład sołectwa Kąty Rybackie.
Najstarszy zapis nazwy wsi (w formie Vogelsang) pochodzi z 1498. Wieś należąca do terytorium miasta Gdańska położona była w drugiej połowie XVI wieku w województwie pomorskim. W okresie międzywojennym Skowronki położone były w obrębie Wolnego Miasta Gdańska. W latach 1975–1998 Skowronki administracyjnie należały do województwa elbląskiego.
Przez krótki czas Skowronki znajdowały się na trasie Żuławskiej Kolei Dojazdowej, pod koniec II Wojny Światowej przedłużonej do Krynicy Morskiej i Nowej Karczmy. Linię Sztutowo–Nowa Karczma rozebrano ok. 1953.
W okolicy Skowronek powstał port Nowy Świat i kanał przez Mierzeję Wiślaną, mający ułatwić dostęp do portu w Elblągu.